# Albert Arnulf
Albert Arnulf (Évian-les-Bains, 17 de setembro de 1898 – Évian-les-Bains, 3 de agosto de 1984) foi um  engenheiro óptico, professor e físico francês.
Suas pesquisas referiram-se a metrologia interferométrica, a homogeinidade das matérias ópticas e aos estudos dos limites de resolução dos instrumentos ópticos.
Foi tesoureiro da Comissão Internacional de Óptica desde a sua fundação de 1947 a 1956, e redator sobre óptica instrumental na "Encyclopédie Universalis".